# Böhmische Nordbahn

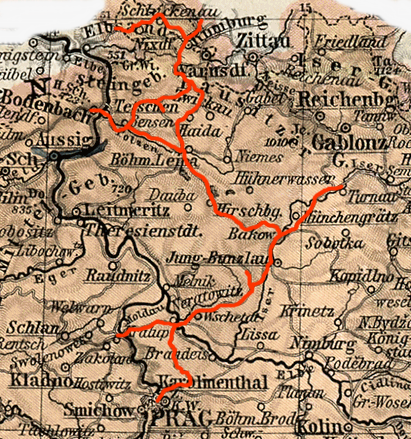
Das Streckennetz der Böhmischen Nordbahn

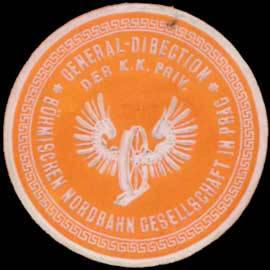
Siegelmarke Böhmische Nordbahn

Die k.k. privilegierte Böhmische Nordbahn (BNB) war ein Eisenbahnunternehmen in Österreich, dessen Strecken im heutigen Tschechien lagen. Das Bahngebiet der Gesellschaft lag in Nordböhmen zwischen Prag, Bodenbach, Turnau und Rumburg. Der Sitz der Gesellschaft war in Prag.

## Geschichte
Die Konzession zum Bau und Betrieb einer Eisenbahn mit der Benennung „Böhmische Nordbahn“ erhielten die Herren Ernst Graf Waldstein-Wartenberg, Albert Graf Nostitz-Rhinek, Albrecht Graf Kaunitz, Franz Altgraf Salm, Friedrich Zdekauer Ritter von Treukon, Clemens Bachofen von Echt, Adalbert Lanna, Johann Münzberg, A. Eyffert und Carl Georg Fröhlich am 6. Oktober 1865. Inhalt der Konzession war der Bau einer „Locomotiveisenbahn ausgehend von der k.k. priv. Turnau-Kralupp-Prager Eisenbahn zwischen Jungbunzlau und Backofen über Böhmisch Leipa nach Rumburg, eventuell mit der Fortsetzung gegen Löbau zum Anschlusse an die sächsische Bahn - in Verbindung mit einer dergleichen Bahn einerseits über Bensen nach Bodenbach zur Verbindung mit der Elbe bei Tetschen und zum Anschlusse an die k.k. priv. Nördliche Staatsbahn und andererseits nach Warnsdorf mit der eventuellen Fortsetzung gegen Zittau, ebenfalls zum Anschlusse an die sächsische Bahn“. Darüber hinaus wurde den Konzessionären auch das Vorrecht zum Bau einer Strecke durch das Polzental zwischen Böhmisch Leipa und Bensen eingeräumt. Für den Fall des Nichtszustandekommen der am 16. November 1865 konzessionierten Strecke Aussig–Böhmisch Leipa–Liebenau waren die Konzessionäre zum Bau dieser Linie verpflichtet, falls die Strecke von der Staatsverwaltung „im Interesse der Industrie als nothwendig erkannt wird“.

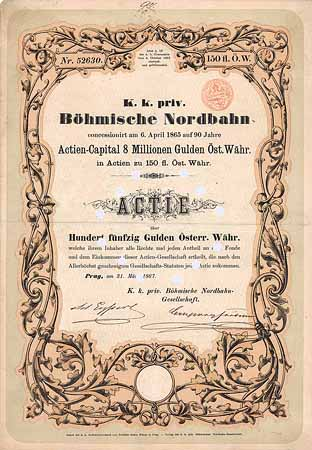
„Actie“ über 150 Gulden ö.W. von 1867

Die konzessionierten Strecken sollten im Jahr 1867 begonnen und bis 1870 in Betrieb genommen werden. Teil dieser Konzession war auch die Verpflichtung, ein zweites Gleis vorzusehen, „wenn der jährliche Roh-Ertrag der Bahn pro österreichischer Meile zweier aufeinanderfolgender Jahre die Summe von 180.000 Gulden  österr. Währung überschreitet“. Die Konzessionsdauer war auf 90 Jahre vom Tage der Betriebseröffnung festgesetzt.
Die Böhmische Nordbahn-Gesellschaft konstituierte sich am 31. März 1867 als k.k. privilegierte Aktiengesellschaft mit einem Stammkapital von 8 Millionen Gulden. Ausgegeben wurden insgesamt 53.333 Aktien mit einem Nominalwert von 150 Gulden.
Bedingt durch die Folgen des Deutschen Krieges zwischen Österreich und Preußen im Jahr 1866 kam der Bau der Strecken nur langsam voran. Einige Abschnitte wurden als Notstandsarbeiten erstellt. Eröffnet wurden die Strecken in den Jahren 1867 (Bakow–Böhmisch Leipa) und 1869 (Bodenbach–Warnsdorf, Böhmisch Leipa–Rumburg, Bensen–Böhmisch Leipa).
In der Folge versuchte die Böhmische Nordbahn ihr Streckennetz nordwärts in Richtung Preußen zu erweitern. In Verbindung mit der 1870 fertiggestellten Linie Wien–Jungbunzlau der Österreichischen Nordwestbahn (ÖNWB) sollte so die kürzeste Verbindung zwischen Berlin und Wien entstehen. Zur Realisierung dieses Vorhabens fehlte um 1870 nur noch die etwa 70 Kilometer lange Verbindung zwischen Rumburg und Spremberg über Bautzen. Die Konzession für die „Eisenbahnstrecke Rumburg–Schluckenau, eventuell mit der Fortsetzung Richtung Bautzen“ erhielt die Böhmische Nordbahn am 17. Juli 1871. Das Königreich Sachsen stand jedoch einer solchen privat finanzierten Nord-Süd-Verbindung zwischen Österreich und Preußen ablehnend gegenüber. Am 30. Jänner 1872 erließ das sächsische Finanzministerium ein Dekret, dass die Böhmischen Nordbahn die erbetene Konzession nur gleichzeitig mit der von Sachsen gewünschten Strecke Schandau–Schluckenau (–Bautzen) erhalten würde. Die BNB zeigte jedoch kein Interesse an einer durchgehenden Verbindung vom Elbtal in die Oberlausitz, die in direkter Konkurrenz zur eigenen Hauptverbindung Bakow–Rumburg gestanden hätte. So blieb das Projekt einer direkten Eisenbahnverbindung zwischen Rumburg und Spremberg letztlich unausgeführt. Die Strecke Schandau–Bautzen ging 1877 als sächsische Staatsbahn unter Umgehung österreichischen Staatsgebietes in Betrieb.
Nach der Fusion mit der Turnau-Kralup-Prager Eisenbahn (TKPE) zum 1. Jänner 1883 betrug des Streckennetz der Böhmischen Nordbahn über 300 km, dazu gehörte nun mit der Verbindung Prag–Georgswalde-Ebersbach auch eine wichtige durchgängige Hauptstrecke zur Böhmischen Nordbahn, welche in Ebersbach/Sa. Anschluss an die Königlich Sächsischen Staatseisenbahnen hatte. 
Zum 1. Jänner 1908 wurde die Gesellschaft verstaatlicht. Die Fahrzeuge und Strecken wurden ins Eigentum der k.k. Staatsbahnen (kkStB) überführt.

## Die Strecken
Hauptbahnen
- Bakow–Böhmisch Leipa (* 1867)
- Böhmisch Leipa–Rumburg (* 1869)
- Bodenbach–Tannenberg mit Schleppbahn zum Elbhafen Tetschen (* 1869)
- Teichstatt–Warnsdorf (* 1869)
- Bensen–Böhmisch Leipa (* 1869)
- Rumburg–Georgswalde/Ebersbach (* 1873)
- Rumburg–Schluckenau (* 1873)
- Schluckenau–Nixdorf (* 1884)
- Prag–Turnau (1883 von TKPE)
- Kralupp–Neratowitz (1883 von TKPE)

Lokalbahnen
- Böhmisch Kamnitz–Steinschönau (1886*)
- Kuttenthal–Unter Cetno (* 1897; Umbau aus Anschlussbahn[7])
- Nixdorf–Reichsgrenze nächst Niedereinsiedel (* 1904/1905)
- Röhrsdorf–Deutsch Gabel (* 1905)

## Für Rechnung der Eigentümer betriebene Strecken
- Lokalbahn Mscheno–Unter Cetno (* 1897)
- Lokalbahn Böhmisch Leipa–Steinschönau (* 1903)

## Fahrbetriebsmittel
| Lokomotiven der Böhmischen Nordbahn | Lokomotiven der Böhmischen Nordbahn | Lokomotiven der Böhmischen Nordbahn | Lokomotiven der Böhmischen Nordbahn | Lokomotiven der Böhmischen Nordbahn | Lokomotiven der Böhmischen Nordbahn | Lokomotiven der Böhmischen Nordbahn | Lokomotiven der Böhmischen Nordbahn | Lokomotiven der Böhmischen Nordbahn |
| ----------------------------------- | ----------------------------------- | ----------------------------------- | ----------------------------------- | ----------------------------------- | ----------------------------------- | ----------------------------------- | ----------------------------------- | ----------------------------------- |
| Reihe                               | BNB-Nr.                             | Anzahl                              | Hersteller                          | Baujahr                             | Achsformel                          | kkStB-Nr.                           | ČSD-Nr.                             | DR-Nr.                              |
| I, II                               | 1–6 (TK), 7–12                      | 12                                  | Sigl/Wien                           | 1865–1874                           | 1Bn2                                | 123.01–06                           | 232.301                             | -                                   |
| IIa                                 | 13–20                               | 8                                   | Floridsdorf, Wr. Neustadt           | 1889–1899                           | Cn2t                                | 103.01–08                           | 253.001–005                         | -                                   |
| IIb                                 | 131–133                             | 3                                   | Wr. Neustadt                        | 1903/04                             | 2'C n2                              | 127.01–03                           | 353.001–003                         | -                                   |
| IIc                                 | 181–186                             | 6                                   | BMMF                                | 1905–1908                           | 1Ch2                                | 128.01–06                           | 342.001–006                         | -                                   |
| III                                 | 21–26 (TK), 27–38                   | 18                                  | Sigl/Wr. Neustadt, Sigl/Wien        | 1865–1868                           | Cn2t                                | 147.01-13                           | 322.101–103                         | -                                   |
| IV                                  | 39–43 (TK)                          | 5                                   | Sigl/Wr. Neustadt                   | 1872–1873                           | Cn2                                 | 147.14–18                           | 322.104–107                         | -                                   |
| V                                   | 57–89                               | 33                                  | Sigl/Wr. Neustadt, Wr. Neustadt     | 1871–1901                           | Cn2                                 | 53.31–63                            | 323.101–113                         | -                                   |
| Va                                  | 151–156                             | 6                                   | Wr. Neustadt                        | 1903–1908                           | Dn2                                 | 74.01–06                            | 414.101–106                         | k. A.                               |
| VI                                  | 91–103                              | 11+2                                | Krauss                              | 1882–1905                           | Cn2t                                | 362.01–13                           | 320.101–112                         | k. A.                               |
| VIa                                 | 111–121                             | 11                                  | Wr. Neustadt, BMMF                  | 1896–1905                           | Cn2t                                | 162.05–12, 43–45                    | 313.405–412, 432–433                | 98.1203–1228                        |
| VIb                                 | 126–127                             | 2                                   | BMMF                                | 1907                                | C1'n2t                              | 265.01–02                           | 312.701–702                         | 90.301–302                          |
| VII                                 | 90                                  | 1                                   | Krauss/München                      | 1881                                | Cn2t                                | 96.07                               | -                                   | -                                   |